# Mário Ferreira
Mário Nuno dos Santos Ferreira CvGDSMOM • ComM • ComMAIC (Matosinhos, 15 de Janeiro de 1968) é um empresário e empreendedor português, presidente do grupo Mystic Invest, CEO da DouroAzul e proprietário da Pluris Investments, que é a maior acionista da Media Capital. 
É presidente de uma empresa de cruzeiros fluviais em Portugal. Foi o primeiro turista espacial português, viagem que realizou a 4 de agosto de 2022 a bordo da New Shepard One da Blue Origin.
Ficou especialmente conhecido do grande público como um dos investidores da versão portuguesa do programa Shark Tank, em 2015 e 2016.

## Biografia
Mário Ferreira é licenciado em Gestão de Empresas Turísticas, pela Universidade Lusófona, e fez o curso de Gestão Avançada para Gestores na IESE Business School, Universidade de Navarra, Espanha. É casado com Paula Paz Dias Ferreira e tem quatro filhos.

### Primeiros anos
Nasceu em Matosinhos e passou a infância em Leça da Palmeira. Com 14 anos vai trabalhar e estudar durante o Verão nos Summer Camps, em Inglaterra. Dois anos mais tarde, parte para Londres para trabalhar na restauração.

## Carreira empresarial
Em 1992, abre o restaurante Avó Miquinhas. Em 1993 cria a empresa Ferreira & Rayford.
Em 1996, lança a DouroAzul, reforçando o número de embarcações, e celebra o primeiro contrato com um operador inglês para a utilização em exclusivo do único navio-hotel a operar no rio Douro. Em 1998, adquire o Palácio Solar da Rede, que após ser transformado em pousada, passa a integrar em regime de “franchising” a rede de pousadas da empresa estatal ENATUR (Empresa Nacional de Turismo), que detém o património das Pousadas e procede à sua gestão. Mais tarde, na sequência do divórcio com Barbara Rayford, acabaria por vender o Palácio.
Em 1999, assina parceria com uma das maiores operadoras internacionais de cruzeiros, a Uniworld, que marca a entrada no mercado norte-americano e a projecção internacional do grupo. 
Em 2000, cria a Helitours, proporcionando voos turísticos no Porto e Douro e, em 2001, compra o primeiro iate. 
Em 2002, adquire o Vintage House Hotel, no Pinhão. No mesmo ano, compra a centenária Foto Beleza, e com o acervo desta cria o Espólio Fotográfico Português, que contém mais de 600 mil fotografias de todo o país.
Em 2010 e 2011, a DouroAzul, é distinguida com o estatuto de PME Excelência, pelo IAPMEI e Turismo de Portugal; prossegue a conquista de vários mercados internacionais, firmando um contrato com a operadora internacional AmaWaterways e cria a Mystic Cruises para a comercialização de cruzeiros fluviais nos principais rios do mundo.
Já em 2012 apresenta uma nova empresa, BlueBus City Sightseeing, com uma frota de 10 autocarros turísticos que passa a operar na cidade do Porto, inaugura o Welcome Tourist & Business Center e os novos escritórios da DouroAzul, em Miragaia, no Porto. Ainda em 2012, adquire e apresenta publicamente o Spirit of Chartwell, a barcaça oficial das comemorações do Jubileu da Rainha Isabel II de Inglaterra. Nesta altura decide descontinuar a operação dos barcos diários para se dedicar em exclusivo, no que diz respeito ao rio Douro, aos cruzeiros de luxo em navio-hotel e assina um contrato no valor de 50 milhões de euros com a Navalria para a construção de 4 novos navios-hotel de luxo.
No início de 2013, inaugura dois dos novos navios-hotel com a presença das madrinhas Sharon Stone e Andie MacDowell, actrizes de Hollywood. Neste ano, inicia a operação internacional com a embarcação Trafaria Praia, que foi Pavilhão de Portugal na 55.ª edição da Bienal de Veneza, e apresenta os novos barcos de tipo rabelo, os BlueBoats, denominados de Catarina do Douro e Carlota do Douro, em nome das duas filhas mais novas de Mário Ferreira. Ainda em 2013, a DouroAzul é premiada com um World Tavel Market Global Award.
No arranque de 2014, Mário Ferreira comprou o antigo Edifício Monumental, situado na Avenida dos Aliados, no Porto, que mais tarde vendeu e foi transformado num hotel de luxo, denominado, Monumental Palace Hotel, abrindo em 2018. Em Março de 2014, apresenta mais dois novos navios-hotel, o Viking Hemming e o Viking Torgil, e inaugura o World of Discoveries - Museu Interativo e Parque Temático, dedicado aos Descobrimentos portugueses, situado em Miragaia, no Porto.
Um dia depois da inauguração do World of Discoveries, no dia 25 de Abril de 2014, dá início à operação de cruzeiros diários em Lisboa, com o cacilheiro Trafaria Praia, no rio Tejo, cuja oferta incluía, para além do cruzeiro, a visita à exposição da artista plástica Joana Vasconcelos. Ainda em 2014, Ferreira anuncia a compra do ferry Atlântida e vê a DouroAzul vencer os World Travel Awards na categoria de Europe’s Leading River Cruise Company. O ano culmina com a assinatura do contrato para construção, nos Estaleiros Navais de Viana do Castelo, de um novo navio-hotel, para começar a operar no rio Douro em 2016.
Em 2015, o grupo inicia mais um desafio na região, com o anúncio dos novos programas de cruzeiro que incluem Douro e Minho, numa perspetiva de trazer mais turistas para as duas regiões e incrementar a sua projecção nos mercados internacionais.
Ainda em 2015 adquire a empresa de cruzeiros alemã Nicko Cruises, um dos maiores operadores de cruzeiros da Europa, que há data passava por um processo de insolvência. A frota conjugada da Nicko Cruises e DouroAzul tornam o grupo de Mário Ferreira um dos maiores operadores de cruzeiros fluviais a nível mundial.
Mário Ferreira foi eleito, em 2016, Presidente da Associação para o Museu dos Transportes e Comunicações, entidade que gere o Centro de Congressos da Alfândega do Porto. A entidade apresentou os seus melhores resultados financeiros, até à data, em 2019, registando lucros no valor de mais de 1 milhão de euros.
Em 2018 lançou a Mystic Cruises, uma divisão de cruzeiros oceânicos de expedição e exploração pertencente à holding Mystic Invest que tem feito uma forte aposta na construção naval em Portugal. Em janeiro de 2020, celebrou com a West Sea Estaleiros Navais um novo contrato, no valor de 287 milhões de euros, para a construção de mais quatro navios de expedição. Da sua frota faz parte o World Explorer (2019), o primeiro navio de passageiros a ser construído em Portugal, eleito pela alemã NABU - Natural and Biodiversity Conservation Union como uma das embarcações de cruzeiro menos poluentes e mais sustentáveis da Europa.
Em 2019, o Grupo abriu uma delegação em Fort Lauderdale, Miami, com a marca Atlas Ocean Voyages, uma sucursal da Mystic Cruises, que consolida as suas vendas em Portugal. Em maio deste mesmo ano, Mário Ferreira vende 40% da holding Mystic Invest ao fundo americano Certares por €250 milhões.
No ano de 2020, os resultados do grupo de Mário Ferreira foram afectados pelos efeitos da pandemia da Covid-19, mantendo no entanto a aposta no crescimento da frota de cruzeiros oceânicos com a aquisição do navio MS Vasco da Gama, com capacidade para mais de mil passageiros. Ainda em 2020, inaugura o hotel de cinco estrelas The Lodge, situado em Vila Nova de Gaia.
Em Maio de 2020 comprou 30,22% da Media Capital por 10,5 milhões de euros.

## Polémicas e Justiça
O empresário tem um diferendo com a CCDR-N, devido a uma Avaliação de Impacte Ambiental que chumbou o projecto do Marina Douro Hotel no Mesão Frio.
Mário Ferreira moveu um processo por difamação a um antigo funcionário de outras empresas de cruzeiro no Douro, que denunciou más condições trabalho e exploração dos funcionários. Gonçalo Gomes acabou por ser condenado a três meses de prisão com pena suspensa na sua execução pelo período de 12 meses, sendo que durante esse tempo teria de ser acompanhado pela Direcção-Geral de Reinserção e Serviços Prisionais.
Mário Ferreira moveu ainda um processo contra a ex-embaixadora e ex-candidata presidencial Ana Gomes, devido a acusações desta relacionadas com a compra e imediata revenda do ferryboat Atlântida e com buscas judiciais no processo da subconcessão dos Estaleiros Navais de Viana do Castelo, no âmbito de uma investigação da Polícia Judiciária a suspeitas de crimes de administração danosa, corrupção e participação económica em negócio. O caso arrasta-se há 6 anos sem factos provados, tendo levado o empresário a dar uma entrevista à SIC esclarecendo pormenores acerca do mesmo.

## Outras actividades

### Sharktank Portugal
Mário Ferreira, foi um dos cinco empresários a compor o painel de investidores nas duas temporadas da versão portuguesa do programa norte-americano “Shark Tank”, que estreou na SIC a 21 de março de 2015. O empreendedor foi um dos jurados que marcou presença na segunda e última temporada do programa em Portugal

### Turismo espacial
Em 2006, depois de comprar o bilhete para uma viagem até ao espaço com a Virgin Galactic, Mário Ferreira torna-se o primeiro candidato a turista espacial português.
Em virtude da parceria com a Virgin Galactic e da amizade com Richard Branson, funda a primeira empresa de Turismo Espacial em Portugal: a Caminho das Estrelas. Esta empresa dedica-se à comercialização desde voos orbitais a experiências de gravidade zero.
A 04 de Agosto de 2022 pelas 14:57h (hora Portuguesa), Mário Ferreira partiu de Corn Ranch, Texas para o espaço a bordo da New Shepard (NS4), participando na missão Blue Origin NS-22, tornando-se assim, no primeiro português a ir ao espaço.

### Rally Dakar

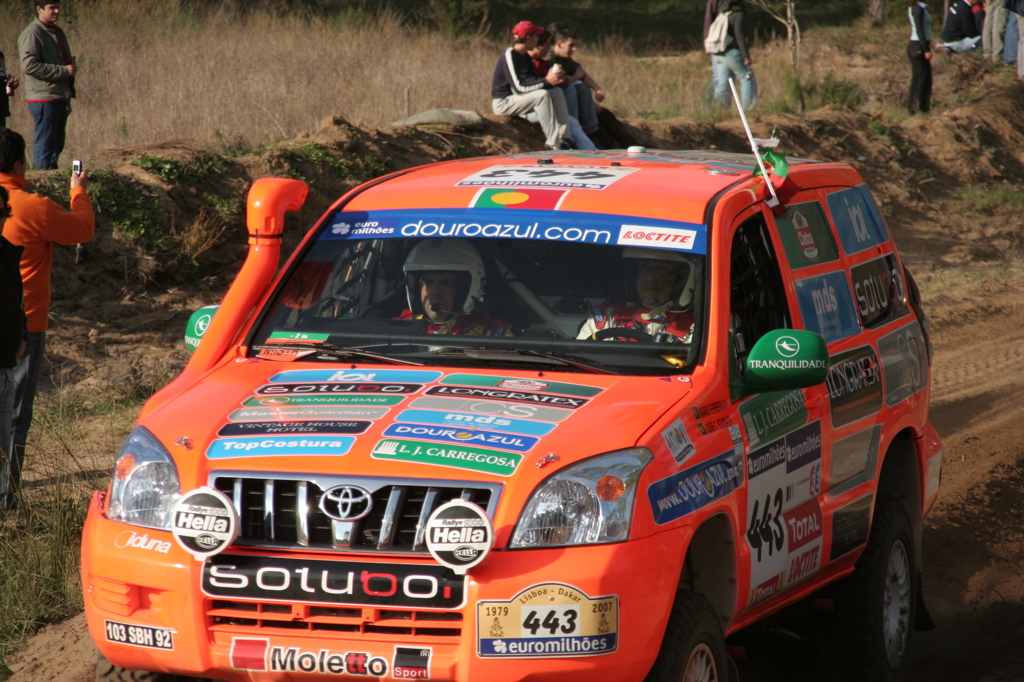
Mário Ferreira no Lisboa - Dakar 2007

Em 2007, participou no maior rali do mundo, Lisboa-Dakar 2007, tendo como parceiro o empresário bracarense José Carlos Sousa. Terminaram a prova com êxito, com a particularidade de terem sido a única equipa rookie na categoria T2 a chegar ao fim.

## Condecorações e prémios
- 29 de Maio de 2003: Comendador da Ordem do Mérito[57][58]
- 2003: Nomeado Cônsul-Honorário da República da Estónia no Porto[57];
- 2005: Cruz da Ordem da Terra Mariana pelo Presidente da República da Estónia;
- 8 de Novembro de 2005: Comendador da Ordem Civil do Mérito Agrícola, Industrial e Comercial Classe Comercial[57][59];
- 2007: Nomeado Membro-Honorário da ADESG (Associação dos Diplomados da Escola Superior de Guerra) no Brasil, para a Europa e Países Lusófonos[57];
- 2008: Medalha Municipal de Mérito – Grau Prata pela Câmara Municipal do Porto[57];
- 2011: Medalha de Ouro de Mérito Profissional pela Câmara Municipal de Vila Nova de Gaia;
- 2013: Medalha do Pacificador atribuída pelo Exército do Brasil[60];
- 2014: Cavaleiro de Graça e Devoção da Ordem Soberana e Militar Hospitalária de São João de Jerusalém, de Rodes e de Malta;
- 2014: Prémio Gestor do Ano em Transportes Marítimos nos Amadeus Brighter Awards[61]
- 2014: Nomeado Curador da Fundação Luso-Americana para o Desenvolvimento[60]
- 2018: recebeu do Governo Português a Medalha de Mérito Turístico, Grau Ouro, uma das mais relevantes distinções nacionais pelo trabalho desenvolvido ao nível da promoção turística de Portugal.[62]
- 2020: vencedor do prémio Seatrade Cruise Personality of the Year nos Seatrade Awards[63]

## Publicações
- “Do Tua à Foz com a Foto Beleza”, 2002[64];
- “Douro Património Mundial – Fotografia aérea”, 2004[65];
- “Douro Reserva Histórica & O vinho do Porto”, 2006;
- “Na onda de um Sonho”[66] onde relata a sua primeira volta ao mundo a bordo do paquete de luxo Vistafjord, onde trabalhou, 2008;
- “Espólio Fotográfico Português/Portuguese Photographic Heritage”[67] é editado pelo CEPESE, tendo Mário Ferreira sido co-autor juntamente com Francisco Queiroz, Fernando de Sousa, Maria do Carmo Serén e Paula Barros, 2008;
- “O último Dakar em África”[68][69], 2009 em parceira com o jornalista João Fernando Ramos, onde partilha algumas das emoções vividas dura a última grande prova decorrida no continente Africano
- "O Nosso Porto"[70], 2016, livro de fotografias sobre a cidade do Porto lançado em co-autoria com Rui Moreira, Armando Tavares e Manuel Varzim